# Храм Казанской иконы Божьей Матери (Верхнее Санчелеево)
Храм Казанской иконы Божьей Матери — православный храм в селе Верхнее Санчелеево Ставропольского района Самарской области.

## История
Первые сведения о храме в Верхнем Санчелеево датируются 1861 годом, когда упоминается находящийся в селе деревянный храм с престолом во имя Казанской Божьей Матери. Село было зажиточным и развивалось, его население росло, и старый храм уже не мог вместить всех верующих. В 1896 году жители села подали прошение правящему архиерею на строительство нового храма, которое было им удовлетворено. Была создана специальная строительная комиссия во главе с мелекесским купцом II гильдии Степаном Логиновичем Бурковым. Согласно предварительной смете строительство должно было обойтись в 35 тысяч рублей, и возникший вопрос финансирования строительных работ решили за счёт общественных средств от аренды земли, от продажи хлеба со специально выделенных для этой цели земель, окладных подушных сборов и различных пожертвований. Храм был заложен 9 мая 1896 года, а его проект разработал самарский епархиальный архитектор Тадеуш Хилинский в стиле московского барокко. Внутренняя роспись на темы евангельских сюжетов была выполнена местным художником Андреем Головачёвым. В работе он применил старинную технику нанесения красок на сырую известь, при которой они проникали вглубь раствора.
Храм был закончен 4 июля 1904 г. и обошёлся заметно дороже, чем это было запланировано — в 51 тысячу рублей, причём 46 тысяч было собрано за счёт пожертвований и иных взносов, а 5 тысяч предоставил из своих средств Степан Бурков. Освящение храма было проведено 11 июня 1906 года благочинным I округа ставропольского уезда Самарской епархии протоиереем Яковом Головцевым в честь Казанской иконы Божией Матери.
После Октябрьской Революции в 1922 году храм подвергся разорению: из неё были изъяты и сожжены иконы (некоторые из них были спасены прихожанами), конфискованы храмовая утварь, иконостас, библиотека из 70 книг. В 1932 году храм был закрыт, а его здание вначале планировали снести, но впоследствии передали для зернохранилища. Настоятель храма Павел Помряскинский по одной из версий в 1937 году был расстрелян в Тобольске, по другой — умер в камере во время молитвы.
В 1970 году в купол храма попала молния, разрушив его, после чего здание было заброшено и так без крыши простояло более 20 лет, за которые погибла внутренняя отделка храма.
В 1991 году здание храма было возвращено верующим. Тогда же началось его восстановление, в котором приняли участие как частные лица, так и предприятия и организации. Ныне храм действует, в нём проводятся богослужения.

## Галерея

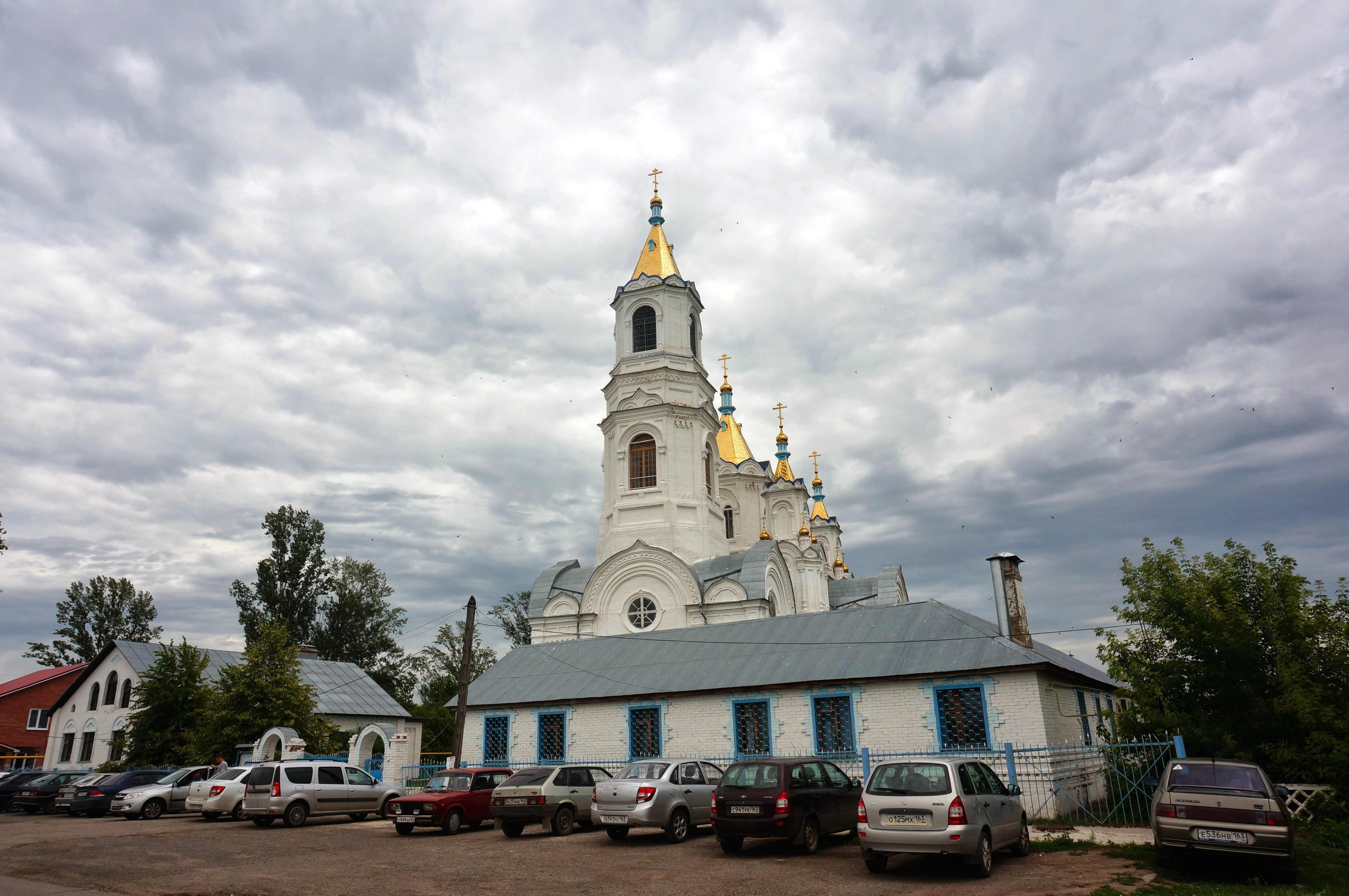
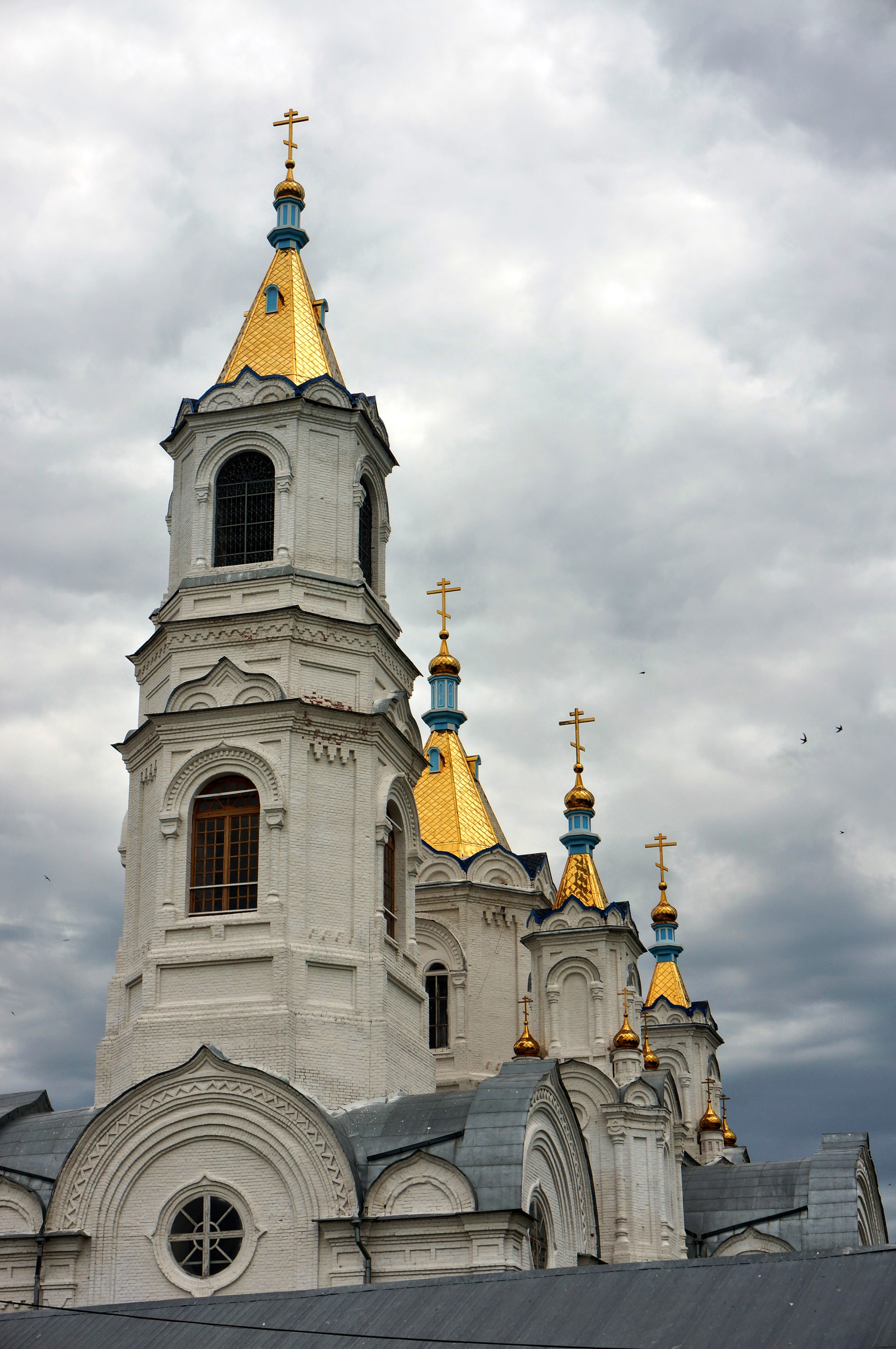